# 九二式偵察機

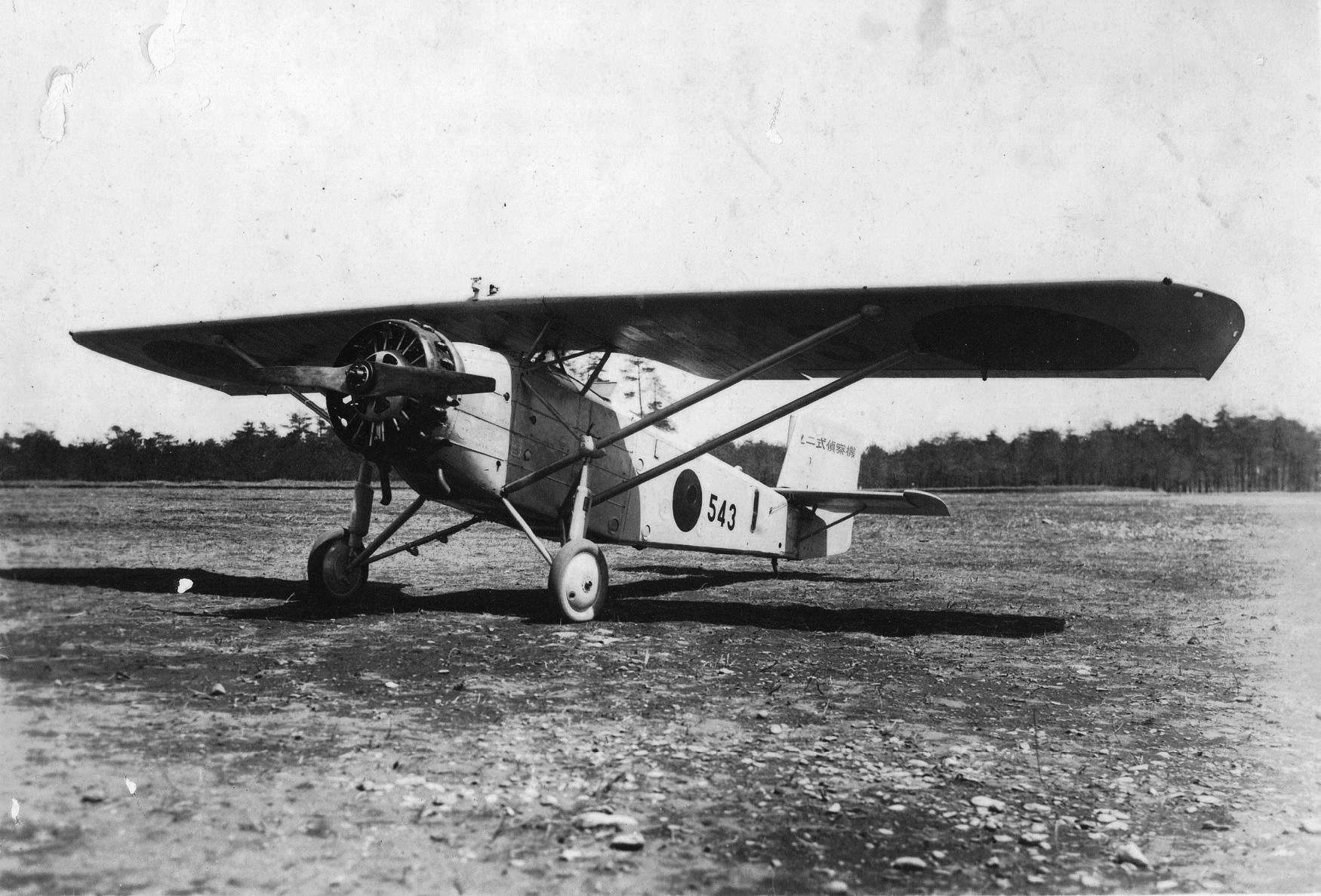
九二式偵察機

九二式偵察機是珍珠港事件前舊日本陸軍使用的偵察機。由三菱重工業設計製造，為首度搭載日本國產引擎之軍用飛機。

## 開發起源與歷史
當時舊日本陸軍要求三菱開發能與地上部隊聯合偵測，並能進行地面攻擊的近距離偵察機。三菱則在聘請來的法國工程師指導下，於1931年3月完成試作1號機。
但因為重量過重的關係，不但運動性低落、航速也過慢。經過改造減重之後才於1932年以九二式偵察機的名字正式採用。從試做4號機開始便搭載三菱九二式引擎，成為首度搭載日本國產引擎之軍用飛機。
主要在中國東北與華北地區使用。而在性能比其優越的九四式偵察機開始配備後，就快速的從前線消失。

## 性能諸元
- 發動機： 三菱九二式氣冷九汽缸引擎（420馬力）
- 乘員數： 2
- 長度： 8.52公尺
- 翼展： 12.75公尺
- 高度： 3.48公尺
- 主翼面積： 26平方公尺
- 重量： 1,060公斤
- 全武裝重量： 1,770公斤
- 最高空速： 220公里／時
- 最大飛行時間： 五小時
- 武裝： 7.7公釐機槍三挺